# Kleinmond
Kleinmond è una piccola città costiera della municipalità locale di Overstrand, situata nel distretto di Overberg nella provincia del Capo Occidentale in Sudafrica. Il nome della città, il cui significato è "piccola bocca" in lingua afrikaans, fa riferimento alla sua posizione sulla foce del fiume Bot, che si immette nelle acque dell'oceano Atlantico meridionale con una laguna.
Dal mese di giugno fino al mese di ottobre è possibile avvistare nel tratto di mare prospiciente alla città esemplari di balena franca australe, che qui vengono per incontrarsi e riprodursi.